# Harry Rapf
Harry Rapf (ur. 16 października 1880 w Nowym Jorku, zm. 24 maja 1949 w Los Angeles) – amerykański producent filmowy. Był także członkiem założycielem Amerykańskiej Akademii Sztuki i Wiedzy Filmowej.